# Ю Чжідін
Ю Чжідін (禹之鼎, 1647 —1709) — китайський художник-портретист часів династії Цін.

## Життєпис
Народився у м. Цзянду (сучасне м. Янчжоу, провінція Цзянсу). З 10 років поступає учнем до відомого художника Лань Іня. Після навчання переїздить у 1681 році до Пекіна, де здобуває славу талановитого портретиста. Він отримує замовлення від членів імператорської родини, високопосадовців, багатіїв. Згодом він також починає зображувати людей у повсякденних сценах. У 1694 році увійшов до штату Академії живопису. Помер у 1709 році у Пекіні.

## Творчість
Його картини відрізнялися наявність не лише зображених осіб, а в купі з квітами, птахами, будівлями, що створювали фон. Усі образи ретельно вимальовувалися. Здебільшого використовував світлі фарби, лише для підкреслення об'єму застосовував темні чорнила. Найвідомішими є картини: «Амітабга», «День офіційного благословення», «Стрілець».